# Choice Hotels International
Choice Hotels International ist ein Holdingunternehmen aus der Hotelbranche. Zur Holding gehören die Marken mehrerer Hotelketten. Choice Hotels International ist weltweit einer der größten Lizenzgeber in der Unterkunftsbranche.

## Finanzinformationen
Der Hauptsitz des Unternehmens war bis 2013 in Silver Spring im Montgomery County US-Bundesstaat Maryland. Im April 2013 wurde der Sitz nach Rockville, ebenfalls im Montgomery County, verlegt. Das Unternehmen ist seit 1996 an der New York Stock Exchange unter dem Börsenkürzel CHH notiert.
Die Deutschlandzentrale befindet sich in München.
Mehr als 5.360 Hotels mit über 400.000 Zimmern in mehr als 35 Ländern weltweit gehören zu den Franchisenehmern des Unternehmens.
In Europa ist Choice Hotels Europe mit 1.152 Hotels der Marken Comfort, Quality und Clarion vertreten.
Choice Continental Europe in München betreut insgesamt mehr als 182 Hotels in Belgien, Deutschland, Frankreich, Italien, der Schweiz, Österreich und der Tschechischen Republik.

## Geschichte
Das Unternehmen wurde 1939 als Quality Courts United gegründet, zu der sich sieben Inhaber von Motels in North Carolina und South Carolina zusammengeschlossen hatten. Später wurde der Name zu Quality Inn verkürzt. Ohne Forderung bestimmter Normen oder Einhaltung von Richtlinien seitens des Lizenzgebers wurden Hotels als Franchisepartner aufgenommen. Das unterscheidet Quality Inn von der Hotelkette Holiday Inn, die von Anfang an die Einhaltung zahlreicher Mindeststandards und Richtlinien (zum Beispiel über die Zimmergröße oder Zusatzleistungen) an jedem Standort ihrer Kette forderte. Quality Inn ließ auch bereits existierende Hotels als Franchisenehmer zu.
Mit dem Start des Franchisemodels im Jahre 1973 benannte sich das Unternehmen in Quality International um. Einige Jahre später waren nur noch 38 Hotels im eigenen Eigentum und um die 300 Hotels als Franchisenehmer durch Dritte betreut.
1982 schuf Quality Inn die neuen Marken Comfort Inn und Quality Royale und ordnete einzelne Hotels diesen neuen Segmenten zu. Das Unternehmen wuchs in den 1980er und 1990er Jahren stark. 1987 wurde Quality Royale in Clarion umbenannt und die ersten Hotels mit Zimmern verschiedener Qualitätsstufen (Comfort Suites, Quality Suites) eingeführt.
1988 führte das Unternehmen die preiswerte Marke Sleep Inn ein, die eine einheitliche Flächenaufteilung und Einrichtung für Hotelneubauten vorsah. Die Unternehmen Friendship Inn, Rodeway Inn und Econo Lodge wurden in den frühen 1990er Jahren übernommen, die Firma wurde zu Choice Hotels International, Inc. geändert. Die Friendship Inn Häuser wurden später den Marken Rodeway Inn und Econo Lodge zugeordnet.
In den späten 1990er Jahren wurde die Apartment-Hotel-Marke Mainstay-Suites und das Bonussystem Choice Privileges für Gäste eingeführt, die häufig Gäste der verschiedenen Häuser sind.
Als Erweiterung der Marke Clarion wurde die Marke Clarion Collection geschaffen, die aus historisch bedeutenden und serviceorientierten Häusern besteht, die aufwendige Ausstattung zu für den Kunden bezahlbaren Preisen bieten.
Im Januar 2005 wurde die neue Marke Cambria Suites für neue Hotels mit Zimmern aller Komfortklassen eingeführt, Ende 2005 waren zwanzig Hotels in Planung, die Eröffnung der Häuser in Boise, Idaho und Savannah (Georgia) ist für Anfang 2006 vorgesehen. Im September 2005 wurde die Vorstadt Hotelkette Extended-Stay mit 67 Häusern übernommen.
Im August 2022 wurden die Radisson Hotels Americas, insgesamt 624 Hotels in Nord- und Südamerika, sowie die Markenrechte für die Region von der Radisson Hotel Group für rund 675 Millionen US-Dollar übernommen.

## Marken
Aufgebaut auf dem Fundament der Marke Quality Inn für Mittelklassehotels, ist Choice Hotels heute der weltweite Lizenzgeber von Hotels, die unter den Marken Ascend Hotel Collection, Cambria Suite, Comfort Inn, Comfort Suites, Comfort Inn by Journey's End (früher Journey's End Motel), Quality Inn, Quality Suites, Sleep Inn, Clarion Hotels, Clarion Collection, MainStay Suites, Suburban Extended Stay Hotel, Econo Lodge und Rodeway Inn firmieren. Die Marken Friendship Inn und Quality Royale/Quality Courts sind in Econo Lodge/Rodeway Inn bzw. Clarion und den Quality Inn aufgegangen.
Seit der Übernahme der Radisson Hotels Americas besitzt das Unternehmen in Nord- und Südamerika auch die Marken Radisson Collection, Radisson Blu, Radisson, Radisson Individuals, Park Plaza, Radisson RED, Country Inn & Suites by Radisson, Park Inn by Radisson sowie Radisson Inn & Suites.